# Climates
Climates est un groupe britannique de hardcore mélodique, originaire de Lincoln, en Angleterre.

## Histoire
Climates est un groupe de hardcore mélodique formé en 2011 à Lincoln, en Angleterre, par Wesley Thompson, Sam Bowden, Fil Thorpe Evans, Harley Clifton et Henry Othen, mais Evans quitte le groupe début 2013 pour rejoindre Neck Deep à temps plein, tandis que Clifton et Othen partent en 2012. En 2014, le licenciement de Thompson conduit à la séparation du groupe (à partir duquel Bowden, Powels, Pritchard et Dawson ont recruté Kaya Tarsus pour former Blood Youth).

## Style musical
Le style musical de Climates a été décrit comme du hardcore mélodique,,,,,, du punk hardcore,,,,, du heavy metal,, et du post-hardcore,.

## Discographie

### Albums studio
- 2012 : What Means The Most (EP)
- 2014 : Body Clocks (Small Town Records, Artery Recordings)

### Singles
- 2012 : Waiting to Exhale
- 2012 : Reconcile